# Alma (Teksas)
Alma – miasto w Stanach Zjednoczonych, w stanie Arkansas, w hrabstwie Ellis.